# Pyrinia antoniata
Pyrinia antoniata är en fjärilsart som beskrevs av Charles Oberthür 1912. Pyrinia antoniata ingår i släktet Pyrinia och familjen mätare. Inga underarter finns listade.